# MTV3
MTV3 är Finlands näst största tv-kanal. Just "MTV" är från början en förkortning för Mainostelevisio, ("Reklam-TV"). Kanalen startade redan 1957 och är därmed en av Europas äldsta kommersiella tv-stationer. Fram till 1986 hyrde MTV Oy programtid i Yles två kanaler. Detta år startade Finlands tredje marksända tv-kanal, Kolmoskanava, och från och med 1993 blev Kolmoskanava nedlagd och fick sina frekvenser övertagna av MTV3 som börjar med att sända MTV Media Oy enbart i en egen TV-kanal, som i och med detta också fick siffran "3" i slutet av namnet, MTV3. Numera har MTV Oy, startat ytterligare fem kanaler i det digitala marknätet: MTV3 HD, MTV Sub, MTV Ava, C More Max, MTV Fakta, MTV Leffa, MTV Juniori, MTV Sport 1 och MTV Sport 2.

## Historik
- 1957: Oy Mainos-TV-Reklam Ab grundas 29.4.1957. Sändningarna startar 13.8. samma år.
- 1959: Sändningstiden uppgår till 10 timmar per vecka och tittarundersökningarna kommer igång.
- 1967: Stationen flyttar in i nya lokaler. Nöjesredaktionen inleder sin verksamhet.
- 1969: Första sändningen i färg.
- 1973: MTV är med och grundar EGTA, de kommersiella tv-bolagens samarbetsorganisation.
- 1978: Medlemskap i Prix Italia.
- 1981: Premiär för nyhetsprogrammet Kymmenen Uutiset ("Tionyheterna")
- 1982: Namnet ändras till MTV Oy
- 1985: Den tredje kanalen Oy Kolmostelevisio Ab grundas 25.11.1985. Dess ägare var Yle - Oy Yleisradio Ab 50%, MTV Media Oy 35% och Nokia 15%. Grundandet av bolaget var ett steg mot en egen TV-kanal.
- 1989: Nordens första dagliga TV-morgonprogram "Huomenta Suomi" ("Godmorgon Finland") startar 1 december
- 1991: TV-reklam för politiska partier tillåts.
- 1993: MTV3 kommer igång på nyårsdagen och alla sändningar koncentreras nu till den egna kanalen. Tittarandel 43%, en av Europas högsta. MTV Media Oy blir medlem i EBU - Europeiska radiounionen, där Yle tidigare var ensam medlem från Finland.
- 1995: Webbplatsen www.mtv3.fi öppnar.
- 1997: MTV Oy och Aamulehtiyhtymä Oy fusioneras och det nya företaget får namnet Alma Media Oy. Företaget köper 23,4% av svenska TV4-gruppen senare samma år.
- 1999: MTV Oy får koncession för tre kanaler i det nya digitala marknätet.
- 2000: Ny digital sändningsutrustning.
- 2001: Ny grafisk profil och logotyp.
- 2004: Nya verksamheter inom betal-tv, bredband och mobiltelefoni.
- 2005: Bonnier och Proventus går in som nya ägare.
- 2006: Företaget börjar sända fyra nya digitala-kanaler: MTV3 MAX, MTV3 Fakta, MTV3 Leffa samt Subtv Juniori
- 2008: Tre stycken nya betalkanaler kommer till: MTV3 AVA, MTV3 Scifi och MTV3 Sarja
- 2012: MTV3 Scifi läggs ned och MTV3 Fakta XL lanseras.
- 2013: Under hösten lanserades ny grafisk design och nya logotyper för både MTV3 och systerkanalen Sub.
- 2013: Tre stycken nya betalkanaler kommer till: MTV Sport 1 och MTV Sport 2

## Program
- Broadchurch
- Bumtsibum
- Glamour
- Hem till gården
- Kurt Wallander (filmer)
- Kymmenen uutiset (klockan tio-nyheterna)
- Onnela
- Prison break
- Putous
- Rikospoliisi Maria Kallio
- Roba
- Salatut elämät
- Solsidan
- Suurmestari
- Dansar med stjärnor
- Tappajannäköinen mies
- The Amazing Race
- The Apprentice
- The Mentalist
- Uuno Turhapuro -filmer

### Sportprogram
- ATP Masters 1000
- Europa League
- Formel 1
- Formel 2
- Formel 3
- Ishockey-VM
- La Liga
- MotoGP
- Moto2
- Moto3
- PGA Tour
- SHL
- Uefa Champions League

## Mest sedda program 2017
| Nr | Program                                  | Datum           | Antal tittare |
| -- | ---------------------------------------- | --------------- | ------------- |
| 1  | Ishockey-VM 2017: Sverige - Finland      | 20 maj 2017     | 1 310 000     |
| 2  | Ishockey-VM 2017: Finland - Tjeckien     | 8 maj 2017      | 1 266 000     |
| 3  | Ishockey-VM 2017: Schweiz - Finland      | 14 maj 2017     | 1 266 000     |
| 4  | Ishockey-VM 2017: USA - Finland          | 20 maj 2017     | 1 227 000     |
| 5  | Kymmenen uutiset (klockan tio-nyheterna) | 20 maj 2017     | 1 226 000     |
| 6  | Putous                                   | 28 januari 2017 | 1 207 000     |
| 7  | Ishockey-VM 2017: Finland - Slovenien    | 10 maj 2017     | 1 185 000     |
| 8  | Dansar med stjärnor                      | 12 mars 2017    | 1 139 000     |
| 9  | Ishockey-VM 2017: Kanada - Finland       | 16 maj 2017     | 1 111 000     |
| 10 | Päivän sää                               | 8 maj 2017      | 1 095 000     |

## Logotyp
Kanalens symbol har varit en uggla tills hösten 2013.